# Erasmushogeschool Brussel
La Erasmushogeschool Brussel (EhB) è una hochschule della Comunità fiamminga del Belgio. Con quasi 4.500 studenti, è una delle più grandi hochschule di lingua olandese a Bruxelles. La scuola prende il nome dal filosofo umanista Desiderius Erasmus. In accordo con le sue idee, pluralismo, apertura e tolleranza sono la filosofia di base della scuola.
Questa scuola è stata creata nel 1995 dalla fusione di diverse università a Bruxelles e dintorni e si trova in diversi siti di Jette, Città di Bruxelles, Etterbeek, Ixelles, Anderlecht, Molenbeek-Saint-Jean e Woluwe-Saint-Pierre.
Nel 2003, la Erasmushogeschool Brussel e la Vrije Universiteit Brussel (VUB) hanno costituito l'Association universitaire de Bruxelles.